# 美宅屠殺

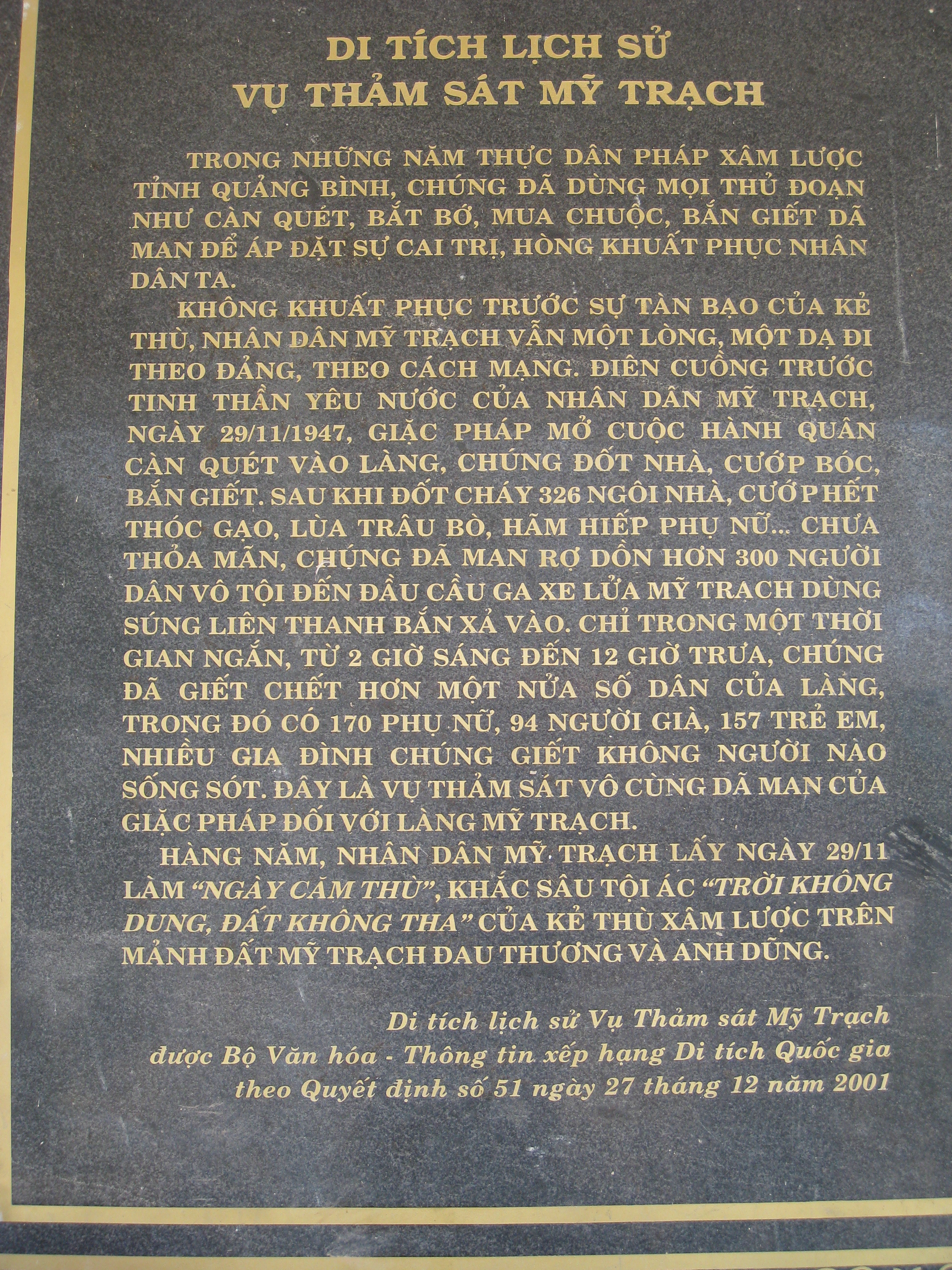
屠殺碑

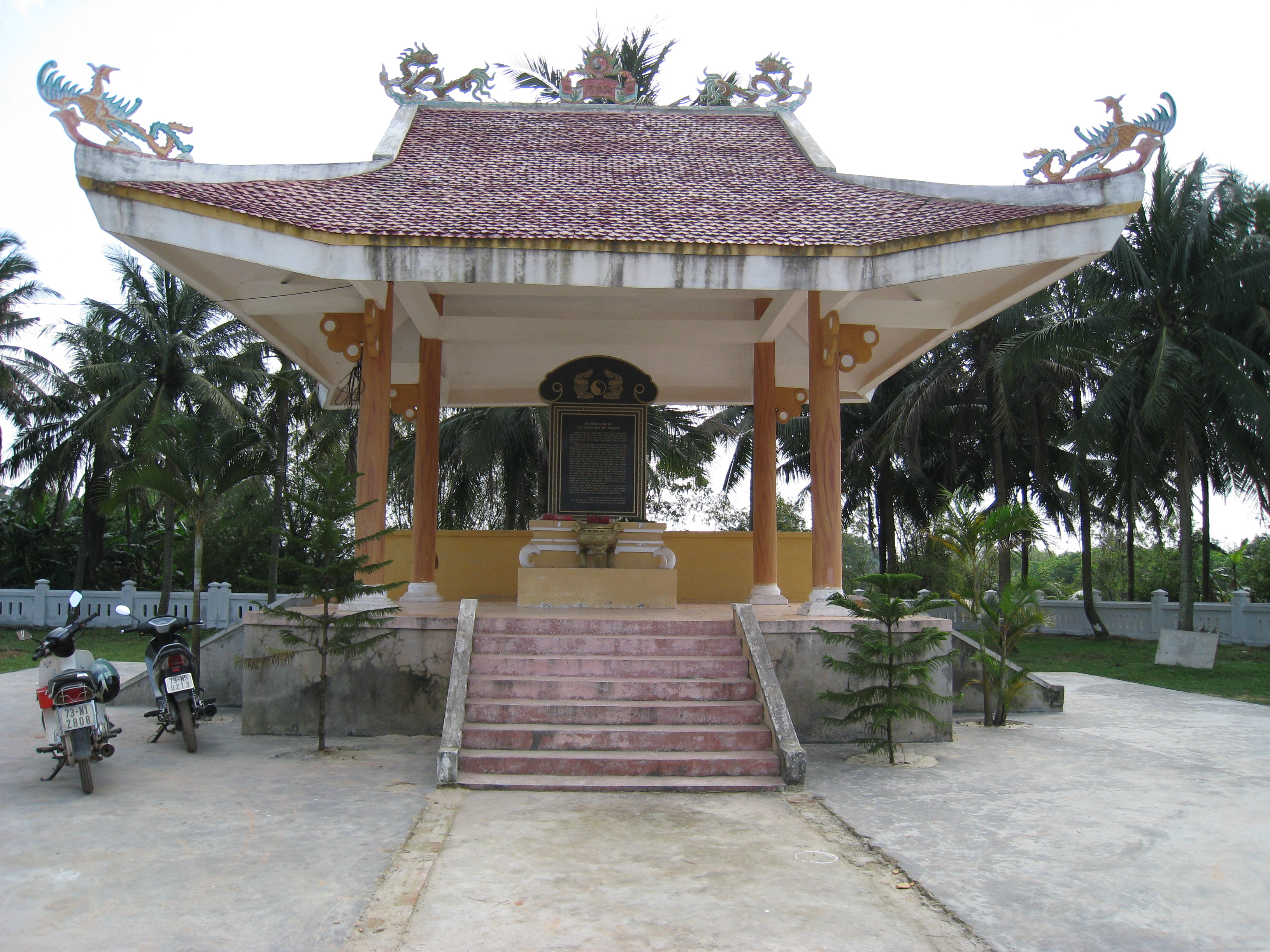
屠殺難民紀念公園

美宅屠殺是于1947年11月29日由法国軍隊在廣平省麗水縣美水社美宅村製造的屠殺。屠殺從12點半夜到2點。受難者被強制到火車鐵道旁邊來處死。總共有320受害人被法軍殺害，大多數是非武装的婦女、兒童和老人。大概半村人口受害。
屠殺的原因就是因为該村人民對於法國統治表示不屈服，他們都跟越南獨立同盟會合作。今天，這事件在村中的難民紀念公園展覽。